# Branislav Manica
Brig. gen. Branislav Vladimír Manica (27. února 1894 Tisovec – 14. července 1980 Martin) byl československý generál slovenské národnosti, legionář a účastník Slovenského národního povstání.

## Život

### Před první světovou válkou
Branislav Vladimír Manica se narodil 27. února 1894 v Tisovci v rodině knihvazače Imricha Manici a Karolíny, rozené Čechové. Základní školu vychodil v rodném Tisovci. Studium na osmiletém gymnáziu započal v roce 1905 v Uherském Brodě, poté do rou 1913 pokračoval v Novém Sadu, mezi lety 1913 a 1914 pak dokončil dva semestry medicíny na budapešťské univerzitě. Byl členem Slovenské národní strany.

### První světová a ruská občanská válka
Po vypuknutí první světové války byl ke dni 26. října 1914 Branislav Vladimír Manica povolán do c. a k. armády jako jednoroční dobrovolník - medik. Úvod války strávil v Banské Bystrici, kde mj. absolvoval základní výcvik, a dne 11. května 1915 byl odvelen na ruskou frontu, kde působil ve zdravotní službě. Během Brusilovovy ofenzívy padl v hodnosti praporčíka 13. června 1917 u Kydaniva do zajetí. Po pobytu v několika zajateckých táborech se 7. července 1917 přihlásil do Československých legií. Zúčastnil se sibiřské anabáze a bojů v Zabajkalsku. Od 4. října 1918 působil v československém táboře pro Slováky v Irkutsku jako velitel praporu či jako velitel poddůstojnické školy. Mezi červencem a prosincem 1919 sloužil v ochranné službě Transsibiřské magistrály pro úsek Krasnojarsk - Filimovo, poté jako příslušník zadního voje kryjícího ústup legií ze Sibiře. Do Československa se vrátil 14. září 1920 v hodnosti kapitána.

### Mezi světovými válkami
Po návratu do vlasti zůstal Branislav Vladimír Manica v armádní službě. Oženil se s původem Estonkou Márií Janovnou Freibergovou, manželům se v roce 1921 narodila dcera Lýdia, provdaná Martáková. Působil v Komárně a prodělal několik kurzů za účelem zvýšení kvalifikace. K 26. únoru 1924 byl přeložen na Zemské vojenské velitelství v Bratislavě a k 31. květnu 1925 byl na vlastní žádost přeložen do zálohy. Mezi lety 1925 a 1928 se pokusil dokončit studium medicíny na Univerzitě Komenského v Bratislavě, ale neúspěšně. Poté pracoval do roku 1937 jako funkcionář obecní správy v Petržalce s mezidobím v letech 1928 a 1932, kdy hospodařil na rodinném majetku v Tisovci. Od ledna 1937 do března 1939 pak pracoval jako pohotovostní referent slovenské pobočky Československého červeného kříže v Turčianském svatém Martině. Angažoval se ve Sdružení slovenských legionářů.

### Druhá světová válka
Po rozpadu Československa v březnu 1939 byl Branislav Vladimír Manica povolán do nově vzniklé slovenské armády a ustanoven velitelem praporu horského pěšího pluku v Turčianském svatém Martině. V květnu téhož roku byl převelen do Bratislavy a pověřen záležitostmi Červeného kříže. Od listopadu 1939 do ledna 1941 působil jako velitel praporu v Ružomberku, poté jako velitel-správce Pracovního sboru v Turčianském svatém Martině. Mezi srpnem a prosincem 1942 již v hodnosti podplukovníka absolvoval turnus na východní frontě jako velitel polního pracovního praporu v prostoru Ukrajiny. K 1. říjnu 1943 byl převelen do výslužby.

#### Slovenské národní povstání
Již v roce 1943 začal Branislav Vladimír Manica v Martině pracovat v civilní odbojové skupině bývalých sociálních demokratů. Mj. v srpnu 1944 zprostředkoval jednání generála Jána Goliana se sovětskými partyzánskými veliteli. K 16. srpnu 1944 byl v souvislosti s přípravou Slovenského národního povstání opět povolán do armády a umístěn v Banské Bystrici. Po vypuknutí Slovenského národního povstání působil jako referent pro partyzánské záležitosti. Mezi 18. zářím a 6. říjnem 1944 zastával funkci prvního zástupce HŠPO Karola Šmidkeho, poté zástupce pro materiální a finanční oblast. Ve druhé polovině října zajistil jeho přesun do hor, do poloviny listopadu pak působil na hlavním štábu partyzánského hnutí, kdy spolupracoval s několika partyzánskými skupinami na Gemeru a Malohontu, poté se skrýval v prostoru Gemeru a Horehroní. Na konci ledna 1945 se po přechodu fronty přihlásil rumunským jednotkám a v dubnu se přihlásil do služby v 1. československém armádním sboru. Válku zakončil v hodnosti podplukovníka.

### Po druhé světové válce
Již v roce 1944 se Branislav Vladimír Manice začal přiklánět ke komunistickým myšlenkám. Mezi lednem 1946 a červencem 1949 zastával funkci náčelníka osvěty a výchovy čtvrtého vojenského okruhu v Bratislavě. V období tzv. Vítězného února zajišťoval jako příslušník skupiny Antona Rašly, aby v jeho oblasti nikdo vojensky nevystoupil proti probíhajícím událostem. K 1. dubnu 1948 byl povýšen do hodnosti brigádního generála a k 1. srpnu 1949 byl definitivně přeložen do výslužby. Žil v Martině a angažoval se v regionálních společensko-politických organizacích. V roce 1950 se stal předsedou Okresního akčního výboru Národní fronty. V roce 1952 byl na základě vykonstruovaných obvinění zbaven funkcí, donucen vystěhovat se z Martina do Horního Turčeka. Návrat mu byl povolen až po uvolnění poměrů, poté se věnoval překladům ze srbochorvatštiny a ruštiny a psaní memoárů. Zemřel 14. července 1980 v Martině. Pohřben je v Bratislavě na hřbitově v Hodonínské ulici.

## Vyznamenání
- 1921 Československý válečný kříž 1914–1918
- 1921 Řád sokola s meči
- Československá revoluční medaile
- Československá medaile Vítězství
- 1945 Československá medaile za zásluhy II. stupně
- 1946 Řád Slovenského národního povstání I. třídy
- 1949 Partyzánský kříž
- Řád partyzánské hvězdy
- 1964 a 1969 Řád rudé hvězdy
- 1969 Řád vlastenecké války II. stupně
- 1973 Řád Vítězného února
- 1974 Medaile Zasloužilý bojovník proti fašismu